# Príncipe Regente do Brasil

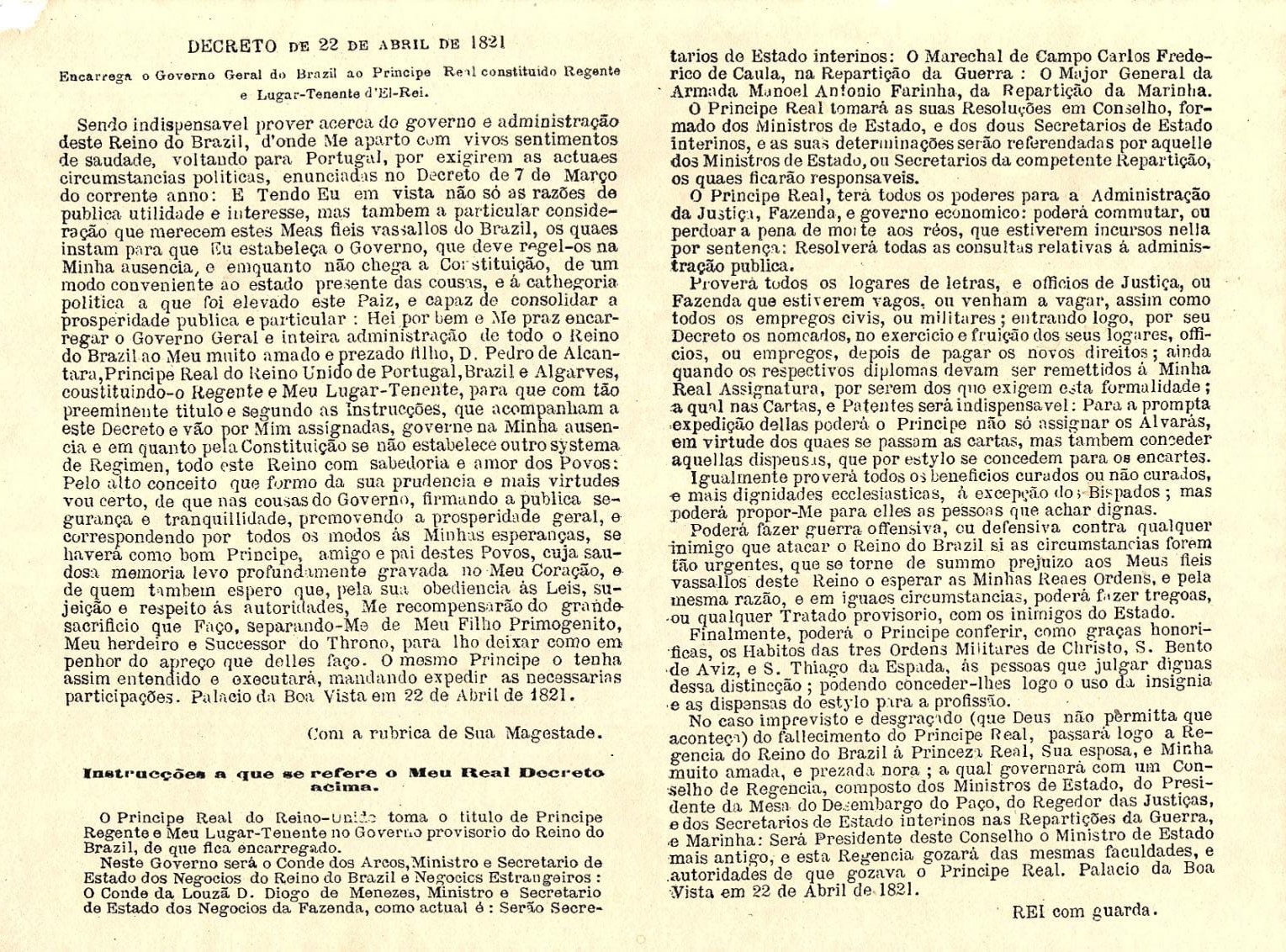
Decreto que nomeia Dom Pedro como o Príncipe Regente do Brasil em 22 de abril de 1821.

Príncipe Regente do Brasil era o título do herdeiro legítimo do trono do Reino do Brasil, um dos constituintes do Reino Unido de Portugal, Brasil e Algarves, entre 1816 e 1822, que tomasse posse por motivos que impossibilitaram o mandato do rei legítimo.

## Príncipes regentes do Brasil
|  | Nome              | Casa originária | De   | Até  | Cônjuge de                                          |
|  | ----------------- | --------------- | ---- | ---- | --------------------------------------------------- |
|  | D. João VI        | Bragança        | 1808 | 1815 | D. Carlota Joaquina de Bourbon                      |
|  | Pedro I do Brasil | Bragança        | 1821 | 1822 | Maria Leopoldina de Áustria; Amélia de Leuchtenberg |

## Dom João
Dom João Maria de Bragança (futuramente Dom João VI) foi nomeado Príncipe Regente do Reino do Brasil, um dos constituintes do Reino Unido de Portugal, Brasil e Algarves, devido o agravamento da doença mental de sua mãe, a rainha Dona Maria I, impossibilitada de governar. Recebeu este título por pouco tempo (aquando da elevação do então Estado do Brasil a reino unido com Portugal), até a morte de Dona Maria I, alcunhada a louca. Com o falecimento desta, Dom João VI recebeu o título de Rei do Reino Unido de Portugal, Brasil e Algarves.
Com a presença da corte, tanto em Portugal, como no Brasil, os bancos, as repartições entre outras coisas públicas não poderiam fechar, dificultando a recolonização, além disso, a maioria do povo não aceitaria voltar "do vinho para a água".

## Dom Pedro I
Dom Pedro de Alcântara de Bragança, Príncipe Real do Reino Unido de Portugal, Brasil e Algarves, foi nomeado Príncipe Regente do Reino do Brasil por causa da partida de seu pai, Dom João VI, para Portugal. Assim, ele recebeu o título de Príncipe Regente do Brasil, situação que acabou com a proclamação da independência brasileira, em 1822. A data oficial do fim do título é de 1825, com a consolidação da independência brasileira, no Tratado do Rio de Janeiro. Já para outros historiadores, como Elzení Portela, 1992, a data final do encargo de D. Pedro como regente findou em 12 de outubro de 1822 quando foi aclamado como imperador.